# Sankhuwasabha (huyện)
Sankhuwasabha (tiếng Nepal:सङ्खुवासभा) là một huyện thuộc khu Kosi, vùng Đông Nepal, Nepal. Huyện này có diện tích 3480 km², dân số thời điểm năm 2001 là 159203 người.

## Dân số
Biến động dân số giai đoạn 1952-2001:
| Năm    | 1971   | 1981   | 1991   | 2001   | 2011   |
| ------ | ------ | ------ | ------ | ------ | ------ |
| Dân số | 114313 | 129414 | 141903 | 159203 | 158742 |